# Mali címere

Mali címere (valójában: emblémája) egy vörös színű korong, közepén egy falakkal körülvett város látható, felette egy keselyű repül, alatta pedig a nap kel fel, oldalt pedig két íjat helyeztek el. A zöld színű keretben felül a körirat az ország neve, alul pedig az ország mottója olvasható: „Un Peuple, Un But, Un Foi” (Egy nép, egy cél, egy hit).